# لیگ عدالت: خدایان و هیولاها
لیگ عدالت: خدایان و هیولاها (انگلیسی: Justice League: Gods and Monsters) فیلمی به کارگردانی سام لیو است که در سال ۲۰۱۵ منتشر شد.